# بيتر فان فيلزن
بيتر فـان فيلزن (بالهولندية: Peter van Velzen)‏ هو مدرب كرة قدم ولاعب كرة قدم هولندي في مركز الهجوم، ولد في 29 يونيو 1969 في بايناكر في هولندا. لعب مع آر كي سي فالفيك وبيفيرين وسبارتا روتردام ونادي هارلم.